# Conseil de Goulburn Mulwaree
Le conseil de Goulburn Mulwaree (en anglais : Goulburn Mulwaree Council) est une zone d'administration locale située dans l'État de Nouvelle-Galles du Sud en Australie. Son chef-lieu est Goulburn.

## Géographie
La zone s'étend sur 3 220 km2 dans la région des Plateaux du sud au sud-est de la Nouvelle-Galles du Sud. Elle est desservie par la Hume Highway et la Southern Highlands railway. 
Outre Goulburn, le comté abrite les villes et villages de Baw Baw, Boxers Creek, Brisbane Grove, Bungonia, Carrick, Gundary, Kingsdale, Lake Bathurst, Lower Boro, Marulan, Mummel, Oallen, Parkesbourne, Quialigo, Run-O-Waters, Tallong, Tarago, Tirrannaville
Towrang, Windellama et Yara, ainsi que des parties de Currawang, Pomeroy, Tarlo, Wayo, Wingello et Wollogorang. 

## Histoire
Le conseil a été créé en 2004 par fusion de la ville de Goulburn avec une partie du comté de Mulwaree. Créé sous le nom de conseil du Grand Argyle, son nom est changé en 2005 à la demande des habitants. 

## Démographie
La population s'élevait à 27 481 habitants en 2011 et à 29 609 habitants en 2016.

## Politique et administration
Le conseil comprend neuf membres élus pour quatre ans, qui à leur tour élisent le maire pour deux ans. À la suite des élections du 4 décembre 2021, le conseil est formé de huit indépendants et un travailliste.

### Liste des maires
| Période                                  | Période      | Identité        | Étiquette   | Qualité |
| ---------------------------------------- | ------------ | --------------- | ----------- | ------- |
| Les données manquantes sont à compléter. |              |                 |             |         |
| 2010                                     | 2016         | Geoffrey Kettle | Indépendant |         |
| 2016                                     | janvier 2022 | Bob Kirk        | Indépendant |         |
| 11 janvier 2022                          | en fonction  | Peter Walker    | Indépendant |         |